# Хышхарыпш (село)
Хышхарыпш (абх. Хышәҳарыԥшь) или Демерченц (груз. დემერჩენცი [Демерчели]) — село в Абхазии, в Гагрском районе частично признанной Республики Абхазия, согласно административному делению Грузии — в Гагрском муниципалитете Абхазской Автономной Республики. Высота над уровнем моря составляет 80 метров.

## История
Согласно Постановлению ВС Республики Абхазия от 4 декабря 1992 село Демерченц было переименовано в Хышхарыпш. По законам Грузии продолжает носить название Демерченц (Демерчели).

## Население
По данным 1959 года в селе Демерченц (Демерчели) проживало 399 человек, в основном армяне и грузины. В 1989 году в селе проживало 326 человек, также в основном армяне и грузины.